# Carl Mar. Møller (forstmand)
 Der er flere personer med dette navn, se Carl Mar. Møller.
Carl Marenus Møller (12. september 1891 - 11. maj 1978) var en dansk forstmand.

## Karriere
Carl Mar. Møller var søn af proprietær, senere ejer og redaktør af Horsens Avis Carl Marenus Møller (1856-1946) og Valborg Christine Heilmann (1859-1937). Han tog studentereksamen fra Horsens Statsskole i 1910. Han blev uddannet på Landbohøjskolen, hvor han dimitterede fra i 1916.
Han var i en kort periode i militær tjeneste, men blev hjemsendt da han var sekondløjtnant. Han forsatte med planlægningsarbejde, og senere som assistent for Adolf Oppermann, forstander ved Statens Forstlige Forsøgsvæsen. I 1919 blev han knyttet som underviser på Landbohøjskolen, hvor han var frem til 1962.
I årene 1919-27 var han lærerassistent, med hensigt på at overtage en lærerstilling. Han forberedte sig samtidig på den praktiske tjeneste ved at virke som skovrider hos Hørsholm Skovdistrikt. Han foretog i gennem årene en længere studierejse, hvor han studerede den forstlige udvikling i Europa. Samtidig var han redaktør på Dansk Skovforenings Tidsskrift i årene 1919-1927.
I 1927 blev han udnævnt som professor i skovbrug, som efterfulgte kort efter C.V. Prytz som underviser på Landbohøjskolen, hvor han blev i 43 år (heraf 35 år som lærer). En af hans formål i undervisningen, hvor han var lærer for 335 forstkandidater, eller langt over halvdelen af de uddannede forstkandidater i hans levetid.
Hans hovedinteresse var læren om skovdyrkning, hvor han ville fortælle sine elever om forskellige metoder, samt hvad deres biologiske baggrund og tekniske udfordringer, og allersidst økonomien i skovbrug. Han samarbejde i 1930 med Flemming Juncker om udvikling af hans savværk (der senere blev til Junckers Gulve), hvor han sad som formand for bestyrelsen i 1931-38, og som næstformand 1938-73. Firmaet har siden været Dammarks største træindustri.
I midten af 1930'erne købte han det lille gods Lounkær, ved Mariager Fjord, hvor han foretog store omlægninger, afvandinger og inddigning. På den måde skabte han værdifulde landbrugsarealer og en meget produktiv skov.
Han store viden om skovbrug mundede i 1965 ud i hovedværker: Vore skovtræarter og deres dyrkning, der i dag stadig benyttes som undervisningsbog.
Møller modtog i 1938 en hædersmedalje fra Svenska skogsvårdsforeningens og i 1963 Heinrich-Christian Burckhardt medaljen fra Georg-August-Universität Göttingen i Tyskland. Han blev både udnævnt til æresdoktor ved Skogshögskolan i Stockholm 1973 og Norges Landbrukhøgskole i 1959. Han blev Ridder af Dannebrogordenen 1938, Dannebrogsmand 1949 og Kommandør 1963.
Han er begravet på Als Kirkegård ved Hadsund.

## Udgivelser
- Træmålings- og tilvækstlære, 1951.
- Vore skovtræarter og deres dyrkning, 1965.